# CrystalDiskMark
CrystalDiskMark（クリスタルディスクマーク）は、hiyohiyo（ひよひよ、本名：宮崎典行）が開発したストレージ用のベンチマークソフトウェアである。MIT Licenseとして、ソースコードと共に自由ソフトウェアとして公開されている。OSはWindowsのみ対応している。
CrystalDiskMark 1.0.xおよび2.0.0と2.2.0は、ベンチマークの測定ミスが存在した。測定結果に関する既知の不具合に詳述がある。

## 歴史
2007年1月31日に公式サイトでバージョンAlphaのバイナリファイルが公開、同年2月7日のAlpha2ではhiyohiyoの掲示板上でソースコードも公開され、同年3月31日に正式版の1.0.0がリリースされた。
2008年1月から2月にかけて、CrystalDiskMark 1.0.xおよび2.0.0、同年9月には2.1.0に、それぞれhiyohiyoはベンチマーク測定に致命的な不具合があることを発表した。測定結果に関する既知の不具合参照。
2009年6月より、SourceForge.JP（現OSDN）でソースコードが公開されている。
2012年10月26日に公開された3.0.2より、CrystalDiskMark画面上に公式応援キャラクター水晶雫の表示を追加したShizuku Editionが用意された。hiyohiyoは自身のブログ上で「ベンチマークとは何か？真剣に考え抜いた結果たどり着いた一つの正解（こたえ）」と語っている。
2015年1月4日、hiyohiyoは自身のブログ上でコア部分にMicrosoft DISKSPDを採用した新バージョン (4.x) を開発することを発表した。同年4月30日に4.0.0が一般公開された。ベンチマーク測定を行うコア部分を変更し、旧バージョンとベンチマーク結果に互換性がなくなった。4.0.0の開発に際してインテルの支援を受け動作検証を行っている。
2015年4月1日の3.0.4より、ソフトウェアライセンスが修正BSDライセンスからMIT Licenseへ変更された。
2017年10月30日に、NVMeSSDに特化したベンチマークソフトとしてCrystalSSDMarkのベータ版が公開されたが、11月5日にCrystalDiskMark 6.0.0として正式リリースされた。
2019年11月1日に、UIの刷新やベンチマーク項目の刷新が行われた7.0.0がリリースされた。
2020年11月20日に、UIライブラリの刷新やベンチマーク項目の刷新が行われた8.0.0がリリースされた。
2021年、オープンソース・グループ・ジャパンが支援する「オープンソース商標イニシアティブ」により、「CrystalDiskInfo」と「CrystalDiskMark」が商標登録された。

## 測定結果に関する既知の不具合
以下、ベンチマーク結果に直接影響を与える不具合についてのみ解説する。

### 1.0.xおよび2.0.0のバグ
2008年1月13日、ユーザーからバージョン1.0.xの内部のベンチマーク測定方法に誤りがあることが指摘され、同日中にベンチマーク測定に不具合があることが公表された。不具合により「Random Read/Write 4K テスト」で本来の値よりも大きなスコアが表示されていたとしている。同日中に不具合を修正した2.0.0が公開された。
2008年2月2日、バージョン1.0.xおよび2.0.0のベンチマーク測定方法に誤りがあることが公表された。不具合により「Random Write 512K/4K テスト」で本来の値よりも極端に小さなスコアが表示されていたと説明している。同日中に不具合を修正したバージョン2.1.0が公開された。

### 1.0 正式版から2.1.0のバグ
2008年9月15日、ユーザーによりバージョン2.1.0のベンチマーク測定バグが報告され、同日中に不具合が公表された。「Random Read/Wirte 4KB テスト」において本来の結果よりも良好な結果が得られていた可能性があり、同問題は1.0 正式版リリースから存在していたとしている。同日中に不具合を修正したバージョン2.2.0が公開された。

## 利用実績
2014年と2015年における年間のダウンロード数は150万回以上と作者は語る。
DOS/V POWER REPORTや日経WinPCといったパソコン雑誌の特集や、価格.comでの特集記事で、ストレージのベンチマークソフトウェアとして使われることがある。
ストレージやその関連製品を開発・販売するメーカーが、ベンチマーク測定に用いる場合がある。製品の特長として読み書き速度を公称する際の測定にCrystalDiskMarkを用いる場合があり、測定結果を明確に製品仕様として扱うメーカー・製品も存在する。コンピュータの見本市であるCOMPUTEX TAIPEIにて、ストレージ製品と共にCrystalDiskMarkを用いた測定結果が展示されたことがある。
開発者はブログで、CrystalDiskMarkのデフォルト設定について「ユーザーやストレージ業界に少なからず影響があるため、ベンチマークの在り方は本当に本当に悩ましいところです」と語る。

## AmorphousDiskMark
有志により、CrystalDiskMarkのデザインを模したmacOS対応ベンチマークソフトとして、AmorphousDiskMarkが開発されている。
AmorphousDiskMarkについて、元：CrystalDiskMarkの開発者であるhiyohiyoは「CrystalDiskMark リリース当初から Mac 版への期待は多かったので本当にありがたいことです」とコメントしている。